# Jocurile Olimpice de vară din 1992
A XXV-a ediție a Jocurilor Olimpice s-a desfășurat la Barcelona, Catalonia, Spania în perioada 25 iulie - 9 august 1992. Orașul Barcelona a fost ales în detrimentul orașelor: Amsterdam, Belgrad, Birmingham, Brisbane și Paris la Lausanne, Elveția în octombrie 1986.
Au participat 169 de țări și 9.956 de sportivi iar ceremonia a fost deschisă de regele Juan Carlos I al Spaniei.

## Sporturi olimpice
| - Atletism - Badminton - Baschet - Baseball - Box - Caiac canoe - Canotaj - Ciclism | - Echitație - Fotbal - Gimnastică - Haltere - Handbal - Hochei pe iarbă - Hochei pe role (demonstrativ) - Înot sincron | - Judo - Lupte - Natație - Navigație - Pentatlon modern - Pelotă (demonstrativ) - Polo pe apă - Sărituri în apă | - Scrimă - Tenis de câmp - Taekwondo (demonstrativ) - Tenis de masă - Tir - Tir cu arcul - Volei |

## Clasament pe medalii
(țara gazdă apare cu aldine.)
| Jocurile Olimpice de vară 1992 |                   |     |        |       |       |
| Poz.                           | Țară              | Aur | Argint | Bronz | Total |
| 1                              | Echipa Unificată¹ | 45  | 38     | 29    | 112   |
| 2                              | Statele Unite     | 37  | 34     | 37    | 108   |
| 3                              | Germania          | 33  | 21     | 28    | 82    |
| 4                              | China             | 16  | 22     | 16    | 34    |
| 5                              | Cuba              | 14  | 6      | 11    | 31    |
| 6                              | Spania            | 13  | 7      | 2     | 22    |
| 7                              | Coreea de Sud     | 12  | 5      | 12    | 29    |
| 8                              | Ungaria           | 11  | 12     | 7     | 30    |
| 9                              | Franța            | 8   | 5      | 16    | 29    |
| 10                             | Australia         | 7   | 9      | 11    | 27    |

(¹ parte a CSI; doar la aceste Jocuri Olimpice de vară)

## România la JO 1992
|         | Gold | Silver | Bronze | Total |
| ------- | ---- | ------ | ------ | ----- |
| România | 4    | 6      | 8      | 18    |

România a obținut locul 14 în clasamentul pe medalii